# 我心狂野 (專輯)
《我心狂野》是英国歌手查莉·XCX的第6张录音室专辑，于2024年6月7日透過大西洋唱片发行。专辑由查莉·XCX、A·G·庫克（她的长期执行制作人）、芬恩·基恩、西库特、喬治·丹尼爾（她的合作伙伴）等人共同制作。专辑吸取了2000年代英国銳舞场景的灵感，相较于她前一张专辑《強烈衝擊》更加具有动感夜店风格。
专辑在发行后获得了乐评好评和商业成功。它在英國、澳洲及愛爾蘭取得了冠军，并其它12个国家进入了前10，包括刷新查莉·XCX在美國的最高空降排名（第3位）。名為《我心仍狂野（多加三首開趴嗨歌版）》的專輯豪華版在2024年6月10日發行，額外收錄3首歌曲。而《我心狂野混音輯》則在2024年10月11日發行，收錄曲迎來總共20位藝人客串。
根据Metacritic的数据，截至2024年8月，这是2024年最受好评的专辑，以及有史以来最受好评的专辑第16名。专辑獲提名水星音樂獎2024年年度专辑。专辑封面的风格成为互联网的一种风潮，并在经过查莉·XCX同意后，被2024年美国总统候选人賀錦麗用作2024年美國總統選舉競選活動。專輯在第67屆格林美獎總共入圍7項格林美獎，包括年度專輯。

## 背景与发行
《我心狂野》是查莉·XCX的第6张录音室专辑，也是她与大西洋唱片续约后的第一张专辑。2024年2月28日，专辑宣布发行。次日，专辑的首张单曲〈Von Dutch〉释出。
查莉·XCX表示，《我心狂野》是展现她“最挑衅和对抗（一面）的专辑”，但也是她展现自己最脆弱一面的专辑。2月22日，在她Boiler Room的仓库演出期间，她首播了歌曲〈Spring Breakers〉和〈365〉的一些片段。她也与愛蒂森·芮和茱莉亞·福克斯同台；3月22日，与芮和A·G·庫克合作的〈Von Dutch〉混音版本发布。3月6日，她在《公告牌》音乐界中的女性活动中首播了〈So I〉。
4月29日，在释出歌曲〈360〉片段之后的几天，查莉宣布这首歌曲将成为专辑的下一张单曲。歌曲于5月10日随音乐视频一起发布，其音乐视频中有包括加布里埃特、科洛·塞维尼、茱莉亞·福克斯和雷切尔·森诺特在内的多名社交名媛，被查莉描述为她的“最佳音乐视频”5月31日，与瑞典艺人蘿蘋和Yung Lean合作的混音版本的〈360〉发行。
《我心狂野》于2024年6月7日发行。专辑的豪华版标题为《我心仍狂野（多加三首開趴嗨歌版）》（Brat and It's the Same but There's Three More Songs So It's Not），在三天后发行，收录了三首附赠歌曲。6月21日，新西兰歌手洛德客串的混音版本〈Girl, So Confusing〉发行。8月1日，比莉·艾利什客串混音版本的〈Guess〉发行。次日，〈Apple〉被派往意大利电台作为专辑的第3张单曲发行。9月12日，特洛伊·希文客串混音版本的〈Talk Talk〉發行，混音專輯《我心狂野混音輯》的發行消息亦同步公開，專輯其後在2024年10月11日發行。

## 词曲创作
《我心狂野》的灵感源自查莉青少年时代常常表演的伦敦地下銳舞场所。查莉亦提到，《我心狂野》或许是她最接近前作《流行2》精神的一张专辑。专辑的曲风被描述为包含了electropop、電子舞曲、高能流行、电子碰撞和舞曲风格。在接受《告示牌》采访时，查莉表示，《我心狂野》从一系列紧凑的声音中制作而成，创造出一种“非常响亮和大胆的独特极简主义”。《The Face》的沙德·迪苏扎（Shaad D'Souza）将专辑与2000年代的音乐，如舞曲厂牌Ministry of Sound的合辑《The Annual》，以及蕾哈娜2010年的专辑《娜喊》进行对比，称歌词“地下而叛逆，但又温柔而心碎”。
查莉亦表示〈Girl, So Confusing〉探索了她与一些女性艺人引发争议的关系。许多听众猜测这首歌曲是关于瑪琳娜·戴曼迪斯、泽山璃奈或洛德的。之后，洛德加入了这首歌曲的混音版本。〈Sympathy Is a Knife〉则影射了类似的情况。听众猜测歌曲与查莉和泰勒·斯威夫特或1975樂團的主唱馬蒂·希利有关。
〈Rewind〉则是对《Barbie芭比》原声带歌曲〈Speed Drive〉之成功的一次直接回应。〈Mean Girls〉的部分灵感则源于播客Red Scare的主持人達莎·涅克拉索娃与演员和模特茱莉亞·福克斯，其主题探索了社会“对刻薄女性的着迷”。《The Face》称歌曲〈So I〉探索了对蘇菲之死的复杂悲痛情感。〈Apple〉的创作风格则源自查莉的密友和合作人卡羅琳·波拉切克。〈I Think About It All The Time〉则抒发了查莉在看到朋友諾米·鮑的孩子后想要自己孩子的母性。
《我心狂野》的豪华版加入了三首新歌。〈Hello Goodbye〉的歌词被描述为“为爱上头”。在〈Guess〉一曲中，查莉让人猜测她内裤的颜色，乐评称其为“我行我素的挑逗和暗示”。〈Spring Breakers〉则暗示查莉的前卫风格让她无法参加葛萊美獎这类音乐产业的活动。

## 专辑封面
《我心狂野》的艺术作品和包装设计由纽约市的设计工作室Special Offer, Inc.负责。专辑封面是一个草綠色的方形，标题以Arial字体的小写字母显示。在接受《Vogue Singapore》采访时，查莉表示，许多批评让她开始质疑为什么粉丝觉得自己可以拥有一名女性艺人，以至于要求她们的照片出现在她们的所有作品上；她曾在X上称这是一种“厌女和无聊”的表现。关于专辑封面的颜色，她表示绿色在媒体和时尚中已经被过度使用：“我想使用一种令人不适、脱离潮流的绿色，让大家感觉有些不对劲。我希望我们质疑对流行文化的期待——为什么某些东西被认为是好的和可接受的，而某些东西则被视为糟糕的？我对这些背后的叙事感兴趣，我想挑衅人们。我不是为了讨好别人而做这些事。”
封面尽管看起来简单，但其设计长达五个月。设计师布伦特·戴维·弗里尼（Brent David Freaney）在查看了大约500种颜色后选择了草綠色，意在营造出一种恶心、艳俗的效果。最终的颜色与查莉的大胆无畏的愿景相契合。字体方面，为了凸显廉价感，弗里尼最终选择了Arial。字体的文本略微有些拉伸，以“赋予其个性”，既不小巧精致也不大到显眼，创造了一种中庸美学。
在《我心狂野》发行前的几周，纽约布鲁克林綠點區竖立起了一面被粉丝称为“brat墙”（brat wall）的墙壁，上面绘有专辑标志性的草绿色和各种文字。整个夏天，这面墙上的文字随着专辑的宣传周期而频繁更改。最初的文字是“i'm your fav reference”——这是单曲〈360〉中的一歌词，后来文字重新改成了“brat”。6月10日，《我心狂野》的豪华版发行时，这面墙变成了白色，文字为“brat and it's the same but there's three more songs so it's not”。到6月中旬时，墙面保持白色，但文字更改为了“lorde”，暗示洛德未来有可能参与了与《我心狂野》相关的合作，这很快在〈Girl, So Confusing〉的混音版中出现。7月1日，Brat墙进行了最后一次变动，它被重新涂成绿色，并写上文字“ok bye！”。

## 乐评
| 綜合得分                 | 綜合得分 |
| 來源                     | 評分     |
| ------------------------ | -------- |
|                          | 8.7/10   |
|                          | 95/100   |
| 評論得分                 |          |
| 來源                     | 評分     |
| AllMusic                 | [ 47 ]   |
| 《Exclaim!》             | 9/10     |
| 《衛報》                 | [ 49 ]   |
| 《獨立報》               | [ 50 ]   |
| 《The Line of Best Fit》 | 9/10     |
| 《新音乐快递》           | [ 51 ]   |
| 《Paste》                | 9.0/10   |
| Pitchfork                | 8.6/10   |
| 《滾石》                 | [ 53 ]   |
| 《偏锋杂志》             | [ 54 ]   |

评论聚合网站Metacritic综合24个乐评给予《我心狂野》加權平均分數95的评分，这显示专辑获得了压倒性的好评。该网站的报告写道：“评论家们赞扬了这张专辑受锐舞音乐影响的声音，这种风格摒弃了前专辑《強烈衝擊》中一些易于接受的元素（以及客串明星），转而采用更原始、更粗犷、更有品位的声音，但依然不失趣味。确实是一张俱乐部经典之作。”截至2024年8月，专辑仍是2024年最高评分的专辑，也是该网站有史以来最高评分专辑的第16名。另一个评论聚合网站AnyDecentMusic?则编排了28个评论，并给予专辑8.7分的平均分数（满分10分）多个乐评称赞专辑展现出查莉脆弱的一面，并认为这是她最佳的一张专辑。《衛報》的劳拉·斯内普斯（Laura Snapes）称这张专辑为杰作。
《偏锋杂志》的萨尔·辛克玛尼（Sal Cinquemani）认为专辑在既“叛逆霸气”的同时，又经常有着“柔弱”的色彩。《滾石》的布列塔尼·斯帕诺斯（Brittany Spanos）写道，《我心狂野》是一张有着“土星回歸、三十出头焦虑感和名媛的霸气的多重风格高能流行”专辑。《DIY》的本·提普（Ben Tipple）认为这张专辑显示了查莉的锐舞根基，也是她本人“最核心部分的精准展示；同时是对俱乐部文化一个令人激动无比的多角度赞颂”。
Pitchfork的梅根·加维（Meaghan Garvey）是“查莉的一个大转型”，并将其特别标注为“最佳新音乐”（Best New Music）。该网站亦在歌曲〈Von Dutch〉和〈Girl, So Confusing〉（洛德混音版）发行后将这些歌曲列为“最佳新歌曲”（Best New Tracks）。艾立克·班奈特（Eric Bennett）在《Paste》的文章中对专辑赞赏有加，并将专辑描述为“有着查莉上个10年作品缺少的混乱和柔弱” 。《IZM》的李承元（이승원）稱讚專輯封面抹去自身存在的作法，認為這不僅挑戰主流音樂以藝人為中心的傳統，其著重強調的節拍和俱樂部主題更是打破隔閡與聽眾直接接觸。

### 榮譽
| 獎項           | 年份   | 類別                  | 結果 | 來源   |
| -------------- | ------ | --------------------- | ---- | ------ |
| 水星音樂獎     | 2024年 | -                     | 提名 | [ 66 ] |
| 黃金德比音樂獎 | 2024年 | 年度專輯              | 待定 | [ 67 ] |
| 告示牌音樂獎   | 2024年 | 最佳舞曲/電子專輯     | 待定 | [ 68 ] |
| 葛萊美獎       | 2025年 | 年度專輯              | 待定 | [ 69 ] |
| 葛萊美獎       | 2025年 | 最佳舞曲/电子音乐专辑 | 待定 | [ 69 ] |
| 葛萊美獎       | 2025年 | 最佳唱片包装          | 待定 | [ 69 ] |

| 出版物        | 列表                           | 排名 | 來源   |
| ------------- | ------------------------------ | ---- | ------ |
| 《Pitchfork》 | 2020年代暫定百佳專輯（2024年） | 7    | [ 70 ] |

## 商业表现
在英国，《我心狂野》以27,234份销售单元空降英國專輯榜亚军，是查莉在当地第二张进入前十名的专辑，也是她在该国最高的首周销量。亚军的排位引发了媒体指控泰勒·斯威夫特为了保住英国专辑榜冠军位置，在《我心狂野》发行同周于英国独家发行了她的专辑《苦难诗社》新版本。截至2024年7月25日，专辑在该国销量已达到71,738份。《我心狂野混音輯》發行後，專輯成功登上英國專輯榜冠軍，成為她繼《強烈衝擊》（2022年）後於當地的第二張冠軍專輯。在澳洲，《我心狂野》空降澳洲專輯榜第3位。它在混音專輯發行後登上榜單冠軍，成為她繼《強烈衝擊》後於當地連續第二張冠軍專輯。
在美国，《我心狂野》以77,000份专辑等价单位（包含40,000張實際銷量）空降《公告牌》200第3名。这是查莉在当地排行最高的专辑，也是查莉最高的首周销量的专辑和最多流媒体周播放量（4,672万次播放）的专辑。專輯其後在發行第19週售出105,000份專輯等價單位（包括57,000張實際銷量），再次回到週榜第3位，並刷新專輯本身單週銷量新高。專輯亦登上Dance/Electronic Albums冠軍，成為她繼《Vroom Vroom》（2016年）第二張打進該榜前10位的作品，當中所有收錄曲均打進Hot Dance/Electronic Songs。

## 影响力
| Charli      | X的logo，一个风格化的X字母 |
| @charli_xcx | X的logo，一个风格化的X字母 |

kamala IS brat
很brat
2024-07-22
《人物》的的萨迪·贝尔（Sadie Bell）将专辑封面与查莉所称的专辑“对抗性的”的性质联系起来。这种被称为“Brat之夏”（Brat summer）潮流的风格和特定的绿色阴影，在“Brat生成器”工具上线后引发了病毒式传播的轰动，它允许用户用自己的自定义文本复制专辑封面。专辑发行当天，倫敦眼地标被点亮为青柠绿色。《国家地理》在一篇以“Brat”为主题的文章中提到了这张专辑和一些历史上的“Brat girl”形象。

### 政治
英格兰和威尔士绿党在其社交媒体上将专辑封面上的“brat”更换为“vote green”，作为2024年英國大選竞选活动的一环。

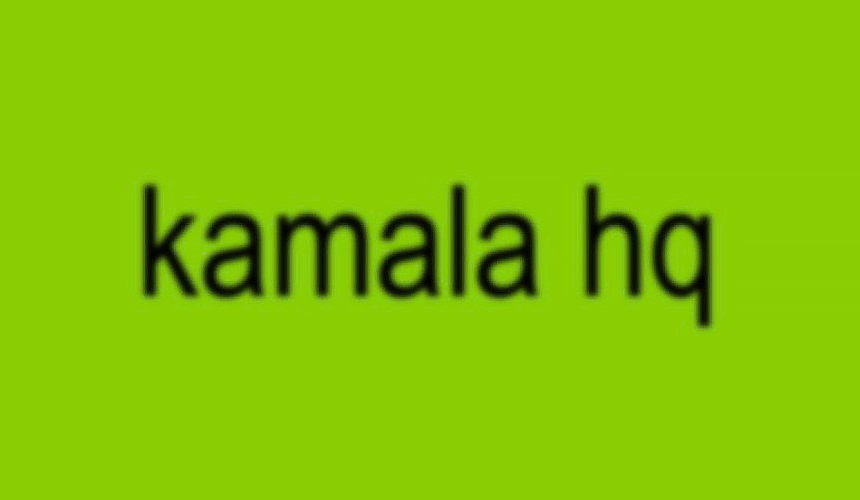
“Kamala HQ”的资料横幅图片

在乔·拜登决定退出2024年美國總統選舉后，拜登-哈里斯竞选活动的资料页面被重新更名为“Kamala HQ”以支持賀錦麗，其资料栏的图片被更换为模仿专辑封面样式的一张图片，将“brat”更换成了“kamala hq”。这一举动得到了查莉在X一条写着“kamala IS brat”推文的背书。一些分析认为，竞选活动与专辑之间的联系将激发年轻选民的热情，因为多段TikTok视频展示了专辑中的歌曲剪辑和哈里斯的资料背景画面。

## 曲目列表
| 《我心狂野》-标准版曲目列表 | 《我心狂野》-标准版曲目列表   | 《我心狂野》-标准版曲目列表 | 《我心狂野》-标准版曲目列表                                                                            | 《我心狂野》-标准版曲目列表 |
| 曲序                        | 曲目                          | 词曲 | 制作人                                                                                                 | 时长                        |
| --------------------------- | ----------------------------- | --- | --- | --------------------------- |
| 1.                          | 360                           | 夏洛特·艾奇逊 亚历山大·盖伊·库克 亨利·沃特 （ 英语 ： 西库特） 芬恩·基恩 （ 英语 ： Finn Keane） 奧默·菲迪 （ 英语 ： Omer Fedi） 布莱克·斯拉特金 （ 英语 ： Blake Slatkin） | 西库特 （ 英语 ： Cirkut） A·G·庫克 基恩 [a]                                                                 | 2:13                        |
| 2.                          | Club Classics                 | 艾奇逊 乔治·丹尼尔 （ 英语 ： George Daniel） | 丹尼尔 库克 [a]                                                                                        | 2:33                        |
| 3.                          | Sympathy Is a Knife           | 艾奇逊 基恩 乔纳森·克里斯多福·沙夫 （ 英语 ： Jon Shave (musician)）                                                                                       | 基恩 查莉·XCX                                                                                          | 2:31                        |
| 4.                          | I Might Say Something Stupid  | 艾奇逊 迈克·列维 （ 英语 ： Mike Lévy） | Gesaffelstein （ 英语 ： Gesaffelstein） 巴特·舒德尔 [v]                                                            | 1:49                        |
| 5.                          | Talk Talk                     | 艾奇逊 库克 罗斯·马修·伯查德 （ 英语 ： Hudson Mohawke）                                                                                             | 哈德森·莫汉克 （ 英语 ： Hudson Mohawke） 库克 [a]                                                                   | 2:41                        |
| 6.                          | Von Dutch                     | 艾奇逊 基恩 | Keane                                                                                                  | 2:44                        |
| 7.                          | Everything Is Romantic        | 艾奇逊 巴勃罗·迪亚斯·雷克萨 （ 英语 ： Pablo Díaz-Reixa）                                                                                              | El Guincho （ 英语 ： El Guincho） 库克 XCX 贾斯珀·哈里斯 [a] Marlonwiththeglasses [a] 杰·迪尔 （ 英语 ： Jae Deal） [a] | 3:23                        |
| 8.                          | Rewind                        | 艾奇逊 沃特 库克 | 西库特 库克                                                                                            | 2:48                        |
| 9.                          | So I                          | 艾奇逊 基恩 沙夫 | 沙夫 库克                                                                                              | 3:31                        |
| 10.                         | Girl, So Confusing            | 艾奇逊 库克 | 库克                                                                                                   | 2:54                        |
| 11.                         | Apple                         | 艾奇逊 丹尼尔 莱纳斯·维克伦德 （ 英语 ： Linus Wiklund） 諾米·鮑 （ 英语 ： Noonie Bao）                                                                      | 丹尼尔 维克伦德 库克 XCX                                                                               | 2:31                        |
| 12.                         | B2B                           | 艾奇逊 列维 | Gesaffelstein 菲迪 库克 舒德尔 [v]                                                                     | 2:58                        |
| 13.                         | Mean Girls                    | 艾奇逊 库克 伯查德 | 库克 哈德森·莫汉克                                                                                     | 3:09                        |
| 14.                         | I Think About It All the Time | 艾奇逊 库克 基恩 沙夫 | 库克 基恩                                                                                              | 2:15                        |
| 15.                         | 365                           | 艾奇逊 库克 沃特 | 库克 西库特                                                                                            | 3:23                        |
| 总时长：                    | 总时长：                      | 总时长： | 总时长：                                                                                               | 41:23                       |

| 《我心仍狂野（多加三首開趴嗨歌版）》-豪华版曲目列表 | 《我心仍狂野（多加三首開趴嗨歌版）》-豪华版曲目列表 | 《我心仍狂野（多加三首開趴嗨歌版）》-豪华版曲目列表                   | 《我心仍狂野（多加三首開趴嗨歌版）》-豪华版曲目列表 | 《我心仍狂野（多加三首開趴嗨歌版）》-豪华版曲目列表 |
| 曲序                                                | 曲目                                                | 词曲                                                                  | 制作人                                              | 时长                                                |
| --------------------------------------------------- | --------------------------------------------------- | --------------------------------------------------------------------- | --------------------------------------------------- | --------------------------------------------------- |
| 16.                                                 | Hello Goodbye                                       | 艾奇逊 库克                                                           | 库克                                                | 3:39                                                |
| 17.                                                 | Guess                                               | 艾奇逊 哈里森·帕里特克·史密斯 （ 英语 ： The Dare (musician)） 狄倫·布雷迪 （ 英语 ： Dylan Brady） | The Dare                                            | 2:22                                                |
| 18.                                                 | Spring Breakers                                     | 艾奇逊 库克 基恩 沙夫                                                 | 库克 基恩 沙夫                                      | 2:23                                                |
| 总时长：                                            | 总时长：                                            | 总时长：                                                              | 总时长：                                            | 49:46                                               |

注解
- 所有歌曲都个性化为字母小写。
- ^[a] 代表额外制作人。
- ^[v] 代表声乐制作人。
- 〈Guess〉插入了蠢朋克的歌曲〈Technologic〉，歌曲由湯瑪斯·本高特和蓋-馬努爾·德霍曼-克里斯托创作。
- 〈Spring Breakers〉中插入了布蘭妮·斯皮爾斯的歌曲〈每一次〉，歌曲由斯皮尔斯和安妮·阿爾塔尼（英语：Annet Artani）创作[18]。

## 榜單表現
| 榜单（2024年）                            | 最高 排位 |
| ----------------------------------------- | --------- |
| 澳大利亚（ARIA专辑榜）                    | 1         |
| 澳大利亚（ARIA舞曲专辑榜）                | 1         |
| 奧地利（奧地利Ö3專輯榜）                  | 5         |
| 比利時法蘭德斯（Ultratop專輯榜）          | 3         |
| 比利時瓦隆（Ultratop專輯榜）              | 6         |
| 加拿大（《告示牌》Canadian Albums Chart） | 2         |
| 克罗地亚（HDU国际专辑榜）                 | 1         |
| 丹麥（Hitlisten專輯榜）                   | 9         |
| 荷蘭（MegaCharts專輯榜）                  | 4         |
| 芬蘭（Suomen virallinen lista專輯榜）     | 11        |
| 法國（SNEP專輯榜）                        | 15        |
| 德國（Offizielle Top 100專輯榜）          | 5         |
| 希腊（IFPI希腊分会专辑榜）                | 26        |
| 匈牙利（MAHASZ專輯榜）                    | 11        |
| 冰岛（Plötutíðindi专辑榜）                | 8         |
| 愛爾蘭（IRMA專輯榜）                      | 1         |
| 義大利（FIMI專輯榜）                      | 15        |
| 日本（日本公告牌专辑下載榜）              | 50        |
| 立陶宛（AGATA专辑榜）                     | 7         |
| 紐西蘭（RMNZ專輯榜）                      | 4         |
| 挪威（VG-lista專輯榜）                    | 9         |
| 波蘭（ZPAV專輯榜）                        | 10        |
| 葡萄牙（AFP專輯榜）                       | 5         |
| 蘇格蘭（OCC專輯榜）                       | 2         |
| 西班牙（PROMUSICAE專輯榜）                | 2         |
| 瑞典（Sverigetopplistan专辑榜）           | 12        |
| 瑞士（Schweizer Hitparade專輯榜）         | 7         |
| 英國（OCC專輯榜）                         | 1         |
| 英國（OCC舞曲專輯榜）                     | 1         |
| 美国（《告示牌》200）                     | 3         |
| 美國（《告示牌》Dance/Electronic Albums） | 1         |

| 榜單（2024年）                                | 排名 |
| --------------------------------------------- | ---- |
| 奧地利（奧地利Ö3專輯榜）                      | 43   |
| 比利時法蘭德斯（Ultratop專輯榜）              | 36   |
| 比利時瓦隆（Ultratop專輯榜）                  | 151  |
| 加拿大（《告示牌》Canadian Albums Chart）     | 57   |
| 荷蘭（MegaCharts專輯榜）                      | 41   |
| 法國（SNEP專輯榜）                            | 101  |
| 德國（Offizielle Top 100專輯榜）              | 72   |
| 冰岛（Plötutíðindi專輯榜）                    | 93   |
| 紐西蘭（RMNZ專輯榜）                          | 18   |
| 瑞士（Schweizer Hitparade專輯榜）             | 59   |
| 英國（OCC專輯榜）                             | 8    |
| 美國（Billboard 200）                         | 65   |
| 美國（《告示牌》Top Dance/Electronic Albums） | 1    |

## 销售认证
| 地區                         | 认证 | 认证单位/销量 |
| ---------------------------- | ---- | ------------- |
| 加拿大（加拿大音乐协会）     | 白金 | 80,000‡       |
| 新西兰（新西兰唱片音乐协会） | 金   | 7,500‡        |
| 英国（英国唱片业协会）       | 金   | 100,000‡      |
| ‡僅含認證的+實際銷量         |      |               |

## 注解
1. ↑  占星学的一个用语，土星需要29年的時間回到一个人出生时的位置。此处用来比喻一个人29歲左右时人生變得有點不受控制[60]。